# Мартини фон Маластув, Гуго
Гуго Мартини фон Маластув (13 февраля 1860, Крайнбург, Крайна Австрийская империя — 30 ноября 1940, Грац, Третий рейх) — австро-венгерский военачальник, генерал-полковник.

## Биография
Выпускник Терезианской академии (1879). После окончания академии — лейтенанта 23-го пехотного полка. В 1884—1886 годах обучался в военном училище, после чего переведен на службу в имперский Генеральный штаб. С 1902 г. — полковник.
С октября 1904 г. командовал 48-м пехотным полком, с декабря 1908 г. — командир 62-й будапештской пехотной бригады, в чине генерал-майора, с сентября 1912 г. — 14-й пехотной дивизии. Генерал-лейтенант.
Участник Первой мировой войны. Войну начал во главе своей дивизии. Участник битвы при Краснике.
В декабре 1914 г. по болезни сдал командование, вернулся на фронт на свой старый пост только в феврале 1915 г. С апреля 1915 г. — командир австрийского Х армейского корпуса. Отличился во время Горлицкого прорыва 2 мая 1915 года, особенно в боях за высоту в Маластуве, где он вместе с немецкими войсками под командованием генерала Пауля фон Кнейссля прорвал русские позиции. За эту победу ему было пожаловано дворянство «фон Маластув». 5 июня 1915 года его войскам совместно с 11-й баварской дивизией удалось захватить занятую русской армией крепость Перемышль.
В сентябре 1915 г. в его корпус, действовавший в составе 4-й армии эрцгерцога Иосифа-Фердинанда на Волыни, входили 24-я и 62-я пехотные дивизии. С 1.11.1915 г. — генерал от инфантерии.
В апреле 1916 г. по состоянию здоровья сдал корпус и в августе того же года был назначен командующим в Граце. В июле 1917 г. назначен генерал-инспектором военного образования и подготовки.
В августе 1917 г. вернулся на фронт, где принял командование над XIV армейским корпусом (т. н. корпус «Эдельвейс») на Тирольском фронте.
С января 1918 — командующий ПI армейского корпуса на Тирольском фронте. С 1 мая 1918 г. — в звании генерал-полковника.
Во время наступления австро-германских войск на Пьяве в июне 1918 в состав корпуса входили 6-я кавалерийская (фельдмаршал-лейтенант фон Браганца), б-я (генерал-майор фон Шилхавски), 28-я (фельдмаршал-лейтенант фон Красельф) и 52-я (генерал-майор Шамшула) пехотные дивизии. Участник битвы при Витторио-Венето.
В ноябре 1918 г. корпус и его командир были взяты в плен, после чего отправлен в отставку.

## Награды
- Военная юбилейная медаль (Австро-Венгрия, 1898)
- Орден Святого Станислава 2-й степени (1904) (Российская империя)
- Военный юбилейный крест (Австро-Венгрия, 1908)
- Орден Железной Короны 3-й степени (1908) (Австро-Венгрия)
- Австрийский орден Леопольда рыцарский крест с мечами (1914) (Австро-Венгрия)
- Крест «За военные заслуги» 2-го класса с военными украшениями и мечами (1914) (Австро-Венгрия)
- Железный крест 2-го и 1-го класса (1915) (Королевство Пруссия)
- Знак отличия «За заслуги перед Красным Крестом» почётный крест 1-го класса с военным отличием (1915) (Австро-Венгрия)
- Орден Железной Короны 1-й степени с мечами (1915) (Австро-Венгрия)
- Австрийский орден Леопольда большой крест с мечами (1918) (Австро-Венгрия)